# Juan Formell
Juan Formell, né le 2 août 1942 à La Havane où il est mort le 1er mai 2014, est un bassiste et compositeur cubain.

## Biographie
Juan Clímaco Formell Fortuna, apprend la musique avec son père, Francisco Formell, flûtiste, pianiste et arrangeur, puis en autodidacte. Il joue d'abord dans l'orchestre de la police de son quartier, puis dans les orchestres de Pedro Jústiz (Peruchín), de Guillermo Rubalcaba, de Carlos Faxas. C'est là qu'il compose là ses premiers morceaux pour la chanteuse Elena Burke.
En 1967, il rejoint l'Orquesta Revé d'Elio Revé et modernise la structure du groupe (de type charanga) en remplaçant la contrebasse par la basse électrique et le piano par des claviers. Il baptise son style changüí 68, en référence au changüí, ancêtre du son cubain.
En 1969, il fonde son propre groupe, Los Van Van, qui développe un nouveau genre, le songo, et qui adoptera dans les années 1990 la timba, dernier né des genres musicaux cubains. Le groupe a enregistré plus de 25 albums en plus de 30 ans de carrière.
En 1999, il remporte avec Los Van Van un Grammy pour l'album Llego Van Van, Van Van is here.
Il meurt à l'âge de 71 ans en 2014.